# Chef (tidskrift)
Chef är en månatligt utkommande tidskrift om ledarskap. Chef utges av Chefakademin, som är ett dotterbolag till chefsorganisationen Ledarna. En del av Chefs upplaga distribueras som medlemsförmån till Ledarnas medlemmar. Tidningen är dock redaktionellt fristående från Ledarna.  
Tidningen startades 1995 genom en sammanslagning av tidskrifterna Personal och Arbetsledaren. Sommaren 2021 fusionerades bolaget som ger ut Chef (Chef i Stockholm AB) med utbildningsbolaget Mgruppen. Bolagets nya namn är Chefakademin.

## Ledning
Chefredaktörer har varit Jonas Florén, Henrik Frenkel, Ann Fredlund, Martin Kreuger, Camilla Jonsson, Catharina Nordlund, Cissi Elwin, Nisha Besara och Calle Fleur. 
År 2011 infördes beteckningen publisher, vd och chefredaktör i kombination, då Cissi Elwin Frenkel tog över som ansvarig för tidskriften. Efter fusionen 2021 blev Cissi Elwin vd för Chefakademin och Chef fick en ny chefredaktör, Nisha Besara. År 2022 utsågs Calle Fleur till chefredaktör för Chef. 

## Priser och utmärkelser
Chef delar ut utmärkelsen Årets Chef sedan år 1997. 
Chef har två gånger erhållit utmärkelsen Årets tidskrift (1997 och 2007) av branschorganisationen Sveriges Tidskrifter. Tidningens webbplats Chef.se har erhållit utmärkelserna Årets digitala tidskrift (2018), Årets utvecklare (2017) samt Årets tidskrift digitala medier (2013) av branschorganisationen Sveriges Tidskrifter och Årets bästa tidskriftssajt (2014) av tidningen Internetworld.